# Ján Popluhár
Ján Popluhár (Bernolákovo, 12 d'agost de 1935 - 6 de març de 2011) fou un futbolista txecoslovac.
Jugà amb la Txecoslovàquia un total de 62 partits on marcà un gol. Disputà el Mundial de 1958 i el de 1962, assolint en aquest segon la medalla d'argent.
El 1997, Popluhár fou premiat amb el premi World Fair Play. El novembre del 2003, per celebrar el jubileu de la UEFA, fou escollit per Eslovàquia com el Golden Player al millor jugador dels darrers 50 anys.

## Clubs
- 1954 - 1955  ŠK Slovan Bratislava
- 1955 - 1958  Rudá Hvězda Brno
- 1954 - 1969  ŠK Slovan Bratislava
- 1969 - 1970  Olympique Lyonnais
- 1970 - 1972  Zbrojovka Brno
- 1972 - 1979  Slovan Viena (també entrenador)